# ケイスネス統監
ケイスネス統監（ケイスネスとうかん、英語: Lord Lieutenant of Caithness）は、イギリスの官職。統監の1つで、ケイスネスを担当する。1789年に勃発したフランス革命がヨーロッパ諸国に飛び火するとともに1792年にはスコットランド各地で暴動がおこり、地方政府の対応に不満を感じたイギリス政府は1794年にイングランドの統監職をスコットランドでも常設職として設立した。

## 一覧
- 1794年3月17日 – 1823年7月16日：第12代ケイスネス伯爵ジェームズ・シンクレア[2]
- 1823年8月19日 – 1855年12月24日：第13代ケイスネス伯爵アレグザンダー・シンクレア[2]
- 1856年2月29日 – 1881年3月28日：第14代ケイスネス伯爵ジェームズ・シンクレア（英語版）[2]
- 1881年5月7日 – 1889年5月28日：第15代ケイスネス伯爵ジョージ・シンクレア（英語版）[2]
- 1889年7月26日 – 1919年：第6代ポートランド公爵ウィリアム・キャヴェンディッシュ＝ベンティンク[2]
- 1919年11月4日 – 1964年：第4代準男爵サー・アーチボルド・シンクレア（英語版）（のち初代サーソー子爵）[2]
- 1964年8月12日 – 1965年10月12日：サー・ジョージ・デイヴィッド・キース・マレー[2][3]
- 1965年12月10日 – 1973年：ジョン・シンクレア（英語版）[2][4]
- 1973年5月1日 – 1995年4月29日：第2代サーソー子爵ロビン・シンクレア（英語版）[2][5]
- 1996年2月16日 – 2004年：グラハム・ダネット[2]
- 2004年5月12日 – 2017年6月25日：マーガレット・アニー・ゲッデス・ダネット[2][6]
- 2017年8月17日 – ：第3代サーソー子爵ジョン・シンクレア（英語版）[6]